# Temporada 2002-2003 de la UE Figueres
L'èxit esportiu i mediàtic de la UE Figueres a la Copa del Rei de la temporada anterior va causar un relaxament en la competició de la regularitat. L'equip havia quedat 13è a la lliga de Segona Divisió B i es va acabar salvant amb més pena que glòria. I és el que va tornar a passar a la temporada 2002-2003: mals resultats i patiment fins al darrer instant. A mitja temporada, a més, després d'una pèssima ratxa de 12 partits sense guanyar, el club destituïa l'entrenador Pere Gratacós i fitxava el tècnic Manolo Jiménez per al que restava de temporada. No obstant aquest canvi a la banqueta, el club no es va refer i va acabar classificat en 16è lloc, fet que implicava jugar-se la permanència a la promoció. Dos gols d'Eloi Fontanella al camp del CD Calahorra van encarrilar l'eliminatòria, i un gol més de Rubén Blaya a Vilatenim va certificar la permanència a Segona Divisió B una temporada més.

## Fets destacats
2002
- 1 d'agost: primer partit amistós de la pretemporada, al camp de l'AD Guíxols, amb victòria per 0 gols a 2.[15]
- 22 d'agost: partit amistós de presentació del Figueres a Vilatenim contra el RCD Espanyol, amb empat a 1 gols.[16][17]
- 25 d'agost: el Figueres cau eliminat de la Copa Catalunya en 6a ronda, al camp del CF Reus Deportiu, a la tanda de penals.[18]
- 1 de setembre: primera jornada de lliga, al camp del CE Mataró, amb victòria per 0 gols a 1.[19]

2003
- 3 de gener: Pere Aguado és elegit president del club en substitució d'Albert Domínguez.[20]
- 8 de gener: el club destitueix l'entrenador Pere Gratacós a la jornada 18, després d'una mala ratxa de 12 partits sense guanyar.[5][6]
- 14 de gener: el club fitxa l'entrenador Manolo Jiménez per al que resta de temporada.[7][8]
- 18 de maig: últim partit de la lliga regular al Mini Estadi contra de FC Barcelona B, amb derrota per 3 gols a 1. El Figueres queda classificat en 16è lloc[9] i haurà de jugar la promoció de permanència a Segona B.[10][11]
- 25 de maig: anada de l'eliminatòria de permanència al camp del CD Calahorra, amb triomf per 0 gols a 2.[12]
- 1 de juny: tornada de l'eliminatòria de permanència a Vilatenim contra el CD Calahorra, amb victòria per 1 gol a 0.[13][14]

## Plantilla
| Núm. | Pos. |                     | Jugador                                  | Procedència         | Temporada |
| ---- | ---- | ------------------- | ---------------------------------------- | ------------------- | --------- |
|      | POR  | Catalunya           | Esteve Moner Écija (Moner)               | Cadis CF            | 1997-1998 |
|      | POR  | Illes Canàries      | José Carmelo Trujillo Socorro (Trujillo) | Cartagena FC        | 2002-2003 |
|      | POR  | País Basc           | Mikel Aurrekoetxea Gómez (Aurreko)       | Real Oviedo B       | 2002-2003 |
|      | DEF  | Catalunya           | Jordi Freixa Hernández (Freixa)          | UE Olot             | 1998-1999 |
|      | DEF  | Uruguai             | Daniel Fernández Veiras (Dani)           | Cartagena FC        | 1999-2000 |
|      | DEF  | Catalunya           | Fernando Núñez Lázaro (Fernando)         | RCD Espanyol        | 2000-2001 |
|      | DEF  | Catalunya           | Albert Serra Figueras (Serra)            | CD Banyoles         | 2000-2001 |
|      | DEF  | Illes Canàries      | Jesús Salvador Ruano Cabrera (Ruano)     | Cartagena FC        | 2000-2001 |
|      | DEF  | Comunitat de Madrid | Julio Algar Pérez-Castilla (Algar)       | Cartagena FC        | 2001-2002 |
|      | DEF  | Comunitat de Madrid | Miguel Ángel Núñez García (Núñez)        | CD Móstoles         | 2001-2002 |
|      | DEF  | Illes Balears       | Miguel Ángel Salas Bestard (Salas)       | Terrassa FC         | 2001-2002 |
|      | DEF  | País Valencià       | Gonzalo Bonastre Fuster (Gonzalo)        | Hèrcules CF         | 2002-2003 |
|      | MIG  | Catalunya           | Àngel Cortada Borràs (Cortada)           | Vilobí CF           | 1993-1994 |
|      | MIG  | Catalunya           | Enrique Beltrán Rodríguez (Quique)       | CF Ciudad de Murcia | 2002-2003 |
|      | MIG  | Aragó               | Carlos David Charles Abadía (Charles)    | CD Logroñés         | 2002-2003 |
|      | MIG  | Regió de Múrcia     | Miguel Ángel Brau Puente (Brau)          | Cartagena FC        | 2002-2003 |
|      | DAV  | Catalunya           | Eloi Fontanella Bonjoch (Eloi)           | Vilobí CF           | 2001-2002 |
|      | DAV  | Catalunya           | Álex Villanueva Vila (Villanueva)        | UE Cornellà         | 2001-2002 |
|      | DAV  | Catalunya           | Raúl Rodríguez García (Raúl)             | Real Zaragoza B     | 2002-2003 |
|      | DAV  | Catalunya           | Òscar Serrano Rodríguez (Serrano)        | AD Guíxols          | 2002-2003 |
|      | DAV  | Catalunya           | David Costa Estanyol (Costa)             | FE Figueres         | 2002-2003 |
|      | DAV  | País Valencià       | Sergio González Gómez (González)         | València CF B       | 2002-2003 |
|      | DAV  | País Valencià       | Alberto Javier García Pérez (Alberto)    | Cartagena FC        | 2002-2003 |
|      | DAV  | Regió de Múrcia     | Rubén Blaya Cayuela (Blaya)              | Cultural Leonesa    | 2002-2003 |

Llegenda:  ·   Capità  ·   Juvenil  ·   Lesionat  ·   Altes  ·   Passaport europeu  ·   Extracomunitari  ·   Extracomunitari sense restricció
Altres jugadors utilitzats a la temporada: Álvaro Parra Dioni (SD Beasain), Carlos Santiago Flotats (FE Figueres), Jonathan Aragón Lanzas (FE Figueres), Iván Ivi Cantos Villalba (FE Figueres), Daniel Palomeras Portillo (FE Figueres)
| Baixes                       | Destinació       |
| Juan Carlos Caballero Marín  | Sevilla FC       |
| Félix Campo Alonso           | CP Cacereño      |
| Arnau Sala Descals           | Girona FC        |
| Josep Pagès Berga            | Girona FC        |
| Juli Sunyer Serrat           | Girona FC        |
| Sergi Raset Reguero          | Palamós CF       |
| Piti Belmonte Rincón         | Hèrcules CF      |
| Víctor Cardona Anglada       | CF Gavà          |
| José Félix Kali Garrido Muro | CD Linares       |
| José Luis Peña Revilla       | Novelda CF       |
| José Emilio Guerra Rodríguez | CF Reus Deportiu |
| Antonio Carnero Saavedra     | CD Azkoyen       |
| José Cano Negro              | CF Peralada      |

## Resultats
| Amistosos |

| 1 agost 2002 | AD Guíxols | 0 – 2         | UE Figueres                  | Sant Feliu de Guíxols                            |  |
|              |            | El Punt Diari | 30' (p.) Serrano · 34' Costa | Camp de futbol municipal · Josep Sierra Cónsul · |  |

| 3 agost 2002 | AE Roses | 0 – 3         | UE Figueres                           | Roses                                       |  |
|              |          | El Punt Diari | 45' Eloi · 60' Algar · 85' Villanueva | Estadi del Mas Oliva · Daniel Menor Pérez · |  |

| 7 agost 2002                          | CE Banyoles | 0 – 2         | UE Figueres           | Banyoles                                                                 |  |
| XXXIV Torneig de l'Estany - Semifinal |             | El Punt Diari | 10' Costa · 87' Parra | Nou Municipal de Banyoles · 500 espectadors · Enric Ponsatí Claveguera · |  |

| 9 agost 2002                      | Girona FC                   | 0 – 0 (pp.)     | UE Figueres                                | Banyoles                                       |                                            |
| XXXIV Torneig de l'Estany - Final |                             | El Punt Diari   |                                            | Nou Municipal de Banyoles · Javier Raya Peña · |                                            |
|                                   |                             | Tanda de penals |                                            |                                                |                                            |
| Juli · Marcos · Aso · Arnau       | Juli · Marcos · Aso · Arnau | 3 – 5           | Serrano · Algar · Quique · Cortada · Blaya | Serrano · Algar · Quique · Cortada · Blaya     | Serrano · Algar · Quique · Cortada · Blaya |

| 22 agost 2002 | UE Figueres | 1 – 1                        | RCD Espanyol | Figueres                                                             |  |
|               | Eloi 72'    | Mundo Deportivo El Punt Avui | 48' Soriano  | Municipal de Vilatenim · 1.000 espectadors · Martín Fuentes Martín · |  |

| Copa Catalunya |

| 25 maig 2002 | AD Guíxols | 0 – 1         | UE Figueres | Sant Feliu de Guíxols                                         |  |
| 1a ronda     |            | El Punt Diari | 25' Ruano   | Camp de futbol municipal · 150 espectadors · Sánchez Barbas · |  |

| 1 juny 2002 | Girona FC        | 1 – 2         | UE Figueres              | Girona                                                                         |  |
| 2a ronda    | Callicó 74' (p.) | El Punt Diari | 6' Eloi · 25' Villanueva | Estadi Municipal de Montilivi · 300 espectadors · Juan Carlos Barranco Trejo · |  |

| 15 agost 2002 | FC L'Escala   | 1 – 3         | UE Figueres             | L'Escala                                                               |  |
| 4a ronda      | Dani 72' (p.) | El Punt Diari | 8' Blaya · 65' 88' Raúl | Camp de futbol municipal · 600 espectadors · Miguel Escalera Aguilar · |  |

| 18 agost 2002 | UE Vilassar de Mar | 1 – 3         | UE Figueres                  | Vilassar de Mar                                                         |  |
| 5a ronda      | Albert 80'         | El Punt Diari | 2' 76' Villanueva · 25' Eloi | Estadi Municipal Xevi Ramon · 350 espectadors · Celso Capdequí Blanch · |  |

| 25 agost 2002                                                 | CF Reus Deportiu                                              | 0 – 0 (pp.)     | UE Figueres                                            | Reus                                                            |                                                        |
| 6a ronda                                                      |                                                               | El Punt Diari   |                                                        | Municipal de Reus · 1.200 espectadors · Miguel Corredor Pérez · |                                                        |
|                                                               |                                                               | Tanda de penals |                                                        |                                                                 |                                                        |
| Velasco · Marín · López · Aloisio · Guerra · Rosa · Claramunt | Velasco · Marín · López · Aloisio · Guerra · Rosa · Claramunt | 5 – 4           | Cortada · Serra · Freixa · Eloi · Ruano · Dani · Salas | Cortada · Serra · Freixa · Eloi · Ruano · Dani · Salas          | Cortada · Serra · Freixa · Eloi · Ruano · Dani · Salas |

| Segona Divisió B-Grup 3 |

| 1 setembre 2002 | CE Mataró | 0 – 1           | UE Figueres | Mataró                                                |  |
| Jornada 1       |           | Mundo Deportivo | 24' Alberto | Camp Municipal Carles Padrós · Julio Bastida García · |  |

| 8 setembre 2002 | UE Figueres             | 2 – 1           | RCD Mallorca B | Figueres                                        |  |
| Jornada 2       | Alberto 38' · Ruano 53' | Mundo Deportivo | 58' Pi         | Municipal de Vilatenim · Juan Cayuela Milagro · |  |

| 15 setembre 2002 | Alacant CF           | 2 – 2           | UE Figueres           | Alacant                                        |  |
| Jornada 3        | Juli 8' · Sendoa 10' | Mundo Deportivo | 72' Blaya · 93' Serra | Estadi José Rico Pérez · José Gallego García · |  |

| 22 setembre 2002 | UE Figueres            | 2 – 2           | CF Gavà                   | Figueres                                          |  |
| Jornada 4        | Blaya 33' · Freixa 75' | Mundo Deportivo | 3' Germán · 93' Parralejo | Municipal de Vilatenim · Abilio García Carreras · |  |

| 29 setembre 2002 | CE Castelló | 1 – 1           | UE Figueres    | Castelló de la Plana                  |  |
| Jornada 5        | Sanchis 71' | Mundo Deportivo | 69' (p.) Algar | Nou Castàlia · Javier Lozano Segado · |  |

| 4 octubre 2002 | UE Figueres                | 3 – 1           | Oriola CF | Figueres                                           |  |
| Jornada 6      | Blaya 4' 33' · Serrano 90' | Mundo Deportivo | 55' Cases | Municipal de Vilatenim · Jesús Villanueva Angulo · |  |

| 13 octubre 2002 | UE Figueres | 1 – 1           | Nàstic de Tarragona | Figueres                                            |  |
| Jornada 7       | Alberto 34' | Mundo Deportivo | 63' Castillejo      | Municipal de Vilatenim · Carlos Gallardo Martínez · |  |

| 20 octubre 2002 | UE Lleida                | 3 – 1           | UE Figueres    | Lleida                                              |  |
| Jornada 8       | Nakor 33' 66' · Nano 55' | Mundo Deportivo | 75' (p.) Algar | Camp d'Esports · Alfonso Javier Álvarez Izquierdo · |  |

| 27 octubre 2002 | UE Figueres | 0 – 0           | CE Sabadell FC | Figueres                                                |  |
| Jornada 9       |             | Mundo Deportivo |                | Municipal de Vilatenim · Alfredo Manuel Sánchez Ramos · |  |

| 3 novembre 2002 | CE L'Hospitalet       | 2 – 0           | UE Figueres | L'Hospitalet de Llobregat                                         |  |
| Jornada 10      | Uceda 56' · Ollés 84' | Mundo Deportivo |             | Estadi Municipal Futbol L’Hospitalet · José Antonio Peña Molina · |  |

| 10 novembre 2002 | UE Figueres | 0 – 1           | UDA Gramenet  | Figueres                                    |  |
| Jornada 11       |             | Mundo Deportivo | 68' Caballero | Municipal de Vilatenim · Luis López Muñoz · |  |

| 15 novembre 2002 | Novelda CF                           | 4 – 2           | UE Figueres           | Novelda                                       |  |
| Jornada 12       | Toni 19' 93' (p.) · Madrigal 49' 79' | Mundo Deportivo | 26' Algar · 76' Blaya | Estadi La Magdalena · Pedro González Segura · |  |

| 24 novembre 2002 | UE Figueres | 1 – 1           | Hèrcules CF | Figueres                                        |  |
| Jornada 13       | Ruano 49'   | Mundo Deportivo | 59' Verde   | Municipal de Vilatenim · Santiago Jaime Latre · |  |

| 30 novembre 2002 | València CF B | 0 – 0           | UE Figueres | Paterna                                                  |  |
| Jornada 14       |               | Mundo Deportivo |             | Ciutat Esportiva de Paterna · Pedro Albelda de la Haza · |  |

| 8 desembre 2002 | UE Figueres | 1 – 1           | Real Burgos | Figueres                                              |  |
| Jornada 15      | Costa 42'   | Mundo Deportivo | 94' Raúl    | Municipal de Vilatenim · Luis Martín Ortín Salvador · |  |

| 15 desembre 2002 | Palamós CF | 0 – 0           | UE Figueres | Palamós                                            |  |
| Jornada 16       |            | Mundo Deportivo |             | Nou Estadi de Palamós · José Manuel Arca Vázquez · |  |

| 22 desembre 2002 | UE Figueres | 1 – 1           | CF Reus Deportiu | Figueres                                          |  |
| Jornada 17       | Eloi 95'    | Mundo Deportivo | 9' (p.) Velasco  | Municipal de Vilatenim · Ramón Torralba Jiménez · |  |

| 5 gener 2003 | RCD Espanyol B              | 2 – 0           | UE Figueres | Sant Adrià de Besòs                                              |  |
| Jornada 18   | Soriano 67' · Coro 79' (p.) | Mundo Deportivo |             | Ciutat Esportiva Sant Adrià · Francisco Javier de Diego Pagola · |  |

| 12 gener 2003 | UE Figueres | 1 – 2           | FC Barcelona B               | Figueres                                       |  |
| Jornada 19    | Raúl 82'    | Mundo Deportivo | 9' David · 80' Sergio García | Municipal de Vilatenim · Eusebio Sáez García · |  |

| 19 gener 2003 | UE Figueres   | 2 – 1           | CE Mataró  | Figueres                                            |  |
| Jornada 20    | Blaya 33' 91' | Mundo Deportivo | 86' Canals | Municipal de Vilatenim · Juan Carlos Jaso Delgado · |  |

| 26 gener 2003 | RCD Mallorca B | 1 – 0           | UE Figueres | Palma                                        |  |
| Jornada 21    | Elías 67'      | Mundo Deportivo |             | Estadi Lluís Sitjar · Sixto Martínez Gómez · |  |

| 2 febrer 2003 | UE Figueres                 | 3 – 2           | Alacant CF           | Figueres                                            |  |
| Jornada 22    | Alberto 42' · Ruano 67' 80' | Mundo Deportivo | 5' Manolo · 24' Juli | Municipal de Vilatenim · José Amilburu Santamaría · |  |

| 9 febrer 2003 | CF Gavà | 0 – 3           | UE Figueres                   | Gavà                                                         |  |
| Jornada 23    |         | Mundo Deportivo | 21' 42' (p.) 83' (p.) Serrano | Estadi Municipal la Bòbila · Felipe Santiago Crespo García · |  |

| 16 febrer 2003 | UE Figueres | 0 – 1           | CE Castelló | Figueres                                            |  |
| Jornada 24     |             | Mundo Deportivo | 29' Gracia  | Municipal de Vilatenim · José Antonio Peña Molina · |  |

| 23 febrer 2003 | Oriola CF   | 1 – 1           | UE Figueres    | Oriola                                         |  |
| Jornada 25     | Alfonso 62' | Mundo Deportivo | 73' (p.) Blaya | Estadi Los Arcos · José Luis Renales Galindo · |  |

| 2 març 2003 | Nàstic de Tarragona | 1 – 4              | UE Figueres                         | Tarragona                                            |  |
| Jornada 26  | Alfonso 62'         | [ Mundo Deportivo] | 7' Serra · 44' Blaya · 66' 85' Eloi | Nou Estadi de Tarragona · Jordi Esquerdo Rodríguez · |  |

| 9 març 2003 | UE Figueres | 0 – 1           | UE Lleida      | Figueres                                         |  |
| Jornada 27  |             | Mundo Deportivo | 10' Campabadal | Municipal de Vilatenim · Miguel Corredor Pérez · |  |

| 16 març 2003 | CE Sabadell FC | 1 – 2           | UE Figueres                 | Sabadell                            |  |
| Jornada 28   | Montava 78'    | Mundo Deportivo | 76' Eloi · 92' (p.) Alberto | Nova Creu Alta · Luis López Muñoz · |  |

| 23 març 2003 | UE Figueres | 0 – 0           | CE L'Hospitalet | Figueres                                         |  |
| Jornada 29   |             | Mundo Deportivo |                 | Municipal de Vilatenim · Óscar Gauna Rodríguez · |  |

| 30 març 2003 | UDA Gramenet  | 1 – 0           | UE Figueres | Santa Coloma de Gramenet                                   |  |
| Jornada 30   | Caballero 28' | Mundo Deportivo |             | Nou Camp Municipal de Santa Coloma · Pedro Sureda Cuenca · |  |

| 6 abril 2003 | UE Figueres | 0 – 1           | Novelda CF | Figueres                                                  |  |
| Jornada 31   |             | Mundo Deportivo | 28' Mullor | Municipal de Vilatenim · José Antonio Azpiroz Ibarzabal · |  |

| 13 abril 2003 | Hèrcules CF             | 2 – 2           | UE Figueres                   | Alacant                                          |  |
| Jornada 32    | Aliaga 65' · Santos 68' | Mundo Deportivo | González 37' · Algar 94' (p.) | Estadi José Rico Pérez · Iván Bleda Monteagudo · |  |

| 20 abril 2003 | UE Figueres | 1 – 2           | València CF B           | Figueres                                       |  |
| Jornada 33    | Eloi 22'    | Mundo Deportivo | 79' Criado · 94' Merino | Municipal de Vilatenim · Manuel Armero Conde · |  |

| 25 abril 2003 | Real Burgos                | 2 – 1           | UE Figueres | Burgos                                                 |  |
| Jornada 34    | Barbarin 56' (p.) 83' (p.) | Mundo Deportivo | 79' Blaya   | Estadi Municipal d'El Plantío · Pablo Miragaya López · |  |

| 1 maig 2003 | UE Figueres | 1 – 1           | Palamós CF | Figueres                                        |  |
| Jornada 35  | Charles 56' | Mundo Deportivo | 67' Sueiro | Municipal de Vilatenim · Rafael Gálvez Obrero · |  |

| 4 maig 2003 | CF Reus Deportiu | 0 – 1           | UE Figueres | Reus                                           |  |
| Jornada 36  |                  | Mundo Deportivo | 4' Serrano  | Municipal de Reus · Jordi Esquerdo Rodríguez · |  |

| 11 maig 2003 | UE Figueres         | 2 – 1           | RCD Espanyol B | Figueres                                                    |  |
| Jornada 37   | Brau 44' · Raúl 89' | Mundo Deportivo | 39' (p.) Coro  | Municipal de Vilatenim · Francisco Javier Pardo del Burgo · |  |

| 18 maig 2003 | FC Barcelona B                 | 3 – 1           | UE Figueres | Barcelona                                 |  |
| Jornada 38   | Güiza 35' 45' · Trashorras 66' | Mundo Deportivo | 22' Eloi    | Miniestadi · Luis Alberto Martín García · |  |

| Promoció de permanència a Segona Divisió B |

| 25 maig 2003 | CD Calahorra | 0 – 2           | UE Figueres  | Calahorra                               |  |
| Anada        |              | Mundo Deportivo | 40' 68' Eloi | Estadi La Planilla · Rafael Ruiz Bada · |  |

| 1 juny 2003 | UE Figueres | 1 – 0           | CD Calahorra | Figueres                                           |  |
| Tornada     | Blaya 14'   | Mundo Deportivo |              | Municipal de Vilatenim · José Luis Torres Clapés · |  |

## Classificació
| Pos. | Equip               | J  | G  | E  | P  | GF | GC | DG  | pts. |
| --- | ------------------- | -- | -- | -- | -- | -- | -- | --- | ---- |
| 1r | CE Castelló         | 38 | 20 | 14 | 4  | 48 | 17 | +31 | 74   |
| 2n | FC Barcelona B      | 38 | 18 | 10 | 10 | 64 | 44 | +20 | 64   |
| 3r | Real Burgos         | 38 | 15 | 14 | 9  | 38 | 28 | +10 | 59   |
| 4t | UDA Gramenet        | 38 | 15 | 12 | 11 | 38 | 33 | +5  | 57   |
| 5è | Alacant CF          | 38 | 15 | 12 | 11 | 56 | 43 | +13 | 57   |
| 6è | València CF B       | 38 | 16 | 9  | 13 | 53 | 56 | -3  | 57   |
| 7è | CE Sabadell FC      | 38 | 16 | 6  | 16 | 47 | 54 | -7  | 54   |
| 8è | UE Lleida           | 38 | 14 | 12 | 12 | 45 | 44 | +1  | 54   |
| 9è | Nàstic de Tarragona | 38 | 13 | 14 | 11 | 46 | 42 | +4  | 53   |
| 10è | RCD Espanyol B      | 38 | 15 | 8  | 15 | 52 | 48 | +4  | 53   |
| 11è | Hèrcules CF         | 38 | 12 | 16 | 10 | 45 | 35 | +10 | 52   |
| 12è | Palamós CF          | 38 | 13 | 13 | 12 | 45 | 47 | -2  | 52   |
| 13è | CE Mataró           | 38 | 13 | 8  | 17 | 51 | 54 | -3  | 47   |
| 14è | RCD Mallorca B      | 38 | 11 | 14 | 13 | 44 | 50 | -6  | 47   |
| 15è | Novelda CF          | 38 | 10 | 14 | 14 | 37 | 50 | -13 | 44   |
| 16è | UE Figueres         | 38 | 10 | 14 | 14 | 43 | 47 | -4  | 44   |
| 17è | CF Gavà             | 38 | 11 | 11 | 16 | 40 | 57 | -17 | 44   |
| 18è | CF Reus Deportiu    | 38 | 11 | 8  | 19 | 44 | 59 | -15 | 41   |
| 19è | CE L'Hospitalet     | 38 | 9  | 11 | 18 | 34 | 50 | -16 | 38   |
| 20è | Oriola CF           | 38 | 6  | 14 | 18 | 34 | 52 | -18 | 32   |
| En groc, els equips que disputaren la lligueta de promoció a Segona Divisió A, i en vermell, els que descendiren a Tercera Divisió. |                     |    |    |    |    |    |    |     |      |

## Estadístiques individuals (lliga i promoció de permanència)
| Jugador                           | P. | T. | S. | M.   | G. | TG | TV |
| --------------------------------- | -- | -- | -- | ---- | -- | -- | -- |
| José Carmelo Trujillo Socorro     | 21 | 20 | 1  | 1812 | 0  | 1  | 1  |
| Mikel Aurrekoetxea Gómez          | 19 | 19 | 0  | 1698 | 0  | 4  | 1  |
| Esteve Moner Écija                | 2  | 1  | 1  | 91   | 0  | 0  | 0  |
| Julio Algar Pérez-Castilla        | 34 | 30 | 4  | 2580 | 4  | 8  | 0  |
| Jesús Salvador Suso Ruano Cabrera | 36 | 35 | 1  | 3120 | 4  | 18 | 1  |
| Miguel Ángel Salas Bestard        | 28 | 25 | 3  | 2218 | 0  | 11 | 0  |
| Fernando Núñez Lázaro             | 33 | 26 | 7  | 2427 | 0  | 8  | 0  |
| Jordi Freixa Hernández            | 37 | 30 | 7  | 2625 | 1  | 5  | 1  |
| Albert Serra Figueras             | 25 | 22 | 3  | 2097 | 2  | 9  | 0  |
| Gonzalo Bonastre Fuster           | 15 | 15 | 0  | 1265 | 0  | 8  | 0  |
| Daniel Fernández Veiras           | 9  | 9  | 0  | 742  | 0  | 3  | 0  |
| Miguel Ángel Núñez García         | 9  | 3  | 6  | 353  | 0  | 0  | 0  |
| Quique Beltrán Rodríguez          | 31 | 29 | 2  | 2404 | 0  | 7  | 0  |
| Àngel Cortada Borràs              | 29 | 22 | 7  | 2019 | 0  | 8  | 1  |
| Carlos David Charles Abadía       | 18 | 17 | 1  | 1531 | 1  | 4  | 0  |
| Miguel Ángel Brau Puente          | 18 | 14 | 4  | 1153 | 1  | 3  | 0  |
| Rubén Blaya Cayuela               | 38 | 34 | 4  | 3117 | 11 | 10 | 1  |
| Alberto Javier García Pérez       | 33 | 27 | 6  | 2242 | 5  | 6  | 2  |
| Òscar Serrano Rodríguez           | 34 | 22 | 12 | 1931 | 5  | 11 | 4  |
| Eloi Fontanella Bonjoch           | 34 | 20 | 14 | 1855 | 8  | 11 | 0  |
| Raúl Rodríguez García             | 26 | 14 | 12 | 1370 | 2  | 4  | 0  |
| David Costa Estanyol              | 7  | 3  | 4  | 339  | 1  | 0  | 0  |
| Álex Villanueva Vila              | 7  | 1  | 6  | 131  | 0  | 0  | 0  |
| Sergio González Gómez             | 5  | 2  | 3  | 170  | 1  | 0  | 0  |